# Sigfrid Edström
Johannes Sigfrid Edström, conegut simplement com a Sigfrid Edström, (Morlanda, Suècia 1870 - Estocolm 1964) fou un industrial suec i 4t President del Comitè Olímpic Internacional.

## Biografia
Va néixer el 21 de novembre de 1870 a la població de Morlanda, que forma part del municipi d'Orust, situat al Comtat de Västra Götaland, que en aquells moments formava part de la Unió personal entre Noruega i Suècia i que avui dia forma part de Suècia.
Va estudiar a la Universitat Tecnològica de Chalmers de la ciutat de Göteborg, on es va graduar l'any 1891. Posteriorment continuà els estudis a l'ETH Zürich de Suïssa i als Estats Units.
Entre 1900 i 1903 fou el director dels tramvies de Göteborg, sent l'encarregat de la seva electrificació, i entre 1903 i 1933 membre de la companyia Allmänna Svenska Elektriska Aktiebolaget (ASEA), esdevenint el seu president entre 1934 i 1939.

## Moviment olímpic
Practicant de l'atletisme en la seva joventut, fou nomenat president del Comitè Organitzador dels Jocs Olímpics d'Estiu de 1912 celebrats a Estocolm (Suècia). Durant la celebració d'aquests Jocs es fundà l'Associació Internacional de Federacions d'Atletisme (IAAF), esdevenint el seu primer president, càrrec que exercí fins al 1946.
L'any 1920 va esdevenir membre del Comitè Olímpic Internacional (COI) i el 1931 va esdevenir sotspresident sota la presidència d'Henri de Baillet-Latour. A la mort d'aquest l'any 1942 va esdevenir president interí del COI fins a la seva elecció oficial després de la Segona Guerra Mundial, sent un dels principals impulsors del moviment olímpic després de la guerra. L'any 1952 renuncià al seu càrrec, sent succeït per Avery Brundage.
Edström morí a la seva residència d'Estocolm el 18 de març de 1964.